# Windsor Spitfires (1946-1953)
Windsor Spitfires je bil mladinski hokejski klub iz Windsorja. Igral je v Ontario Hockey Association od 1946 do 1953. Domača dvorana kluba je bila Windsor Arena, zgrajena leta 1924. Trenutno moštvo Windsor Spitfires, ustanovljeno leta 1971, je njegov soimenjak.

## Zgodovina
Klub je bil ustanovljen leta 1946 na temeljih lokalne mladinske hokejske lige Windsor Junior Hockey League, ki je delovala do 1946.
Leta 1953 je bil klub prodan v Hamilton, Ontario, in preimenovan v Hamilton Tiger Cubs.  Moštvo je zamenjalo OHA člansko amatersko A moštvo Windsor Bulldogs. Bulldogsi so prvenstvo osvojili v letih 1962 in 1963, leta 1963 so osvojili tudi Pokal Allan. Po tem dosežku so za eno sezono postali profesionalno moštvo, a nato razpadli. 
Leta 1971 je bilo ime Windsor Spitfires obnovljeno, nosilo ga je moštvo lige Southern Ontario Junior A Hockey League.  Leta 1975 se je pripojilo v OHA. 

## Prvenstva
J. Ross Robertson Cup
- 1948 Izgubili proti Barrie Flyers.
- 1950 Izgubili proti Guelph Biltmores.

## Igralci

### Nagrajeni igralci
- 1948/49 – Bert Giesebrecht, Eddie Powers Memorial Trophy, vodilni strelec lige
- 1949/50 – Earl Reibel, Eddie Powers Memorial Trophy, vodilni strelec lige
- 1950/51 – Glenn Hall, Red Tilson Trophy, najizrednejši igralec lige

### NHL igralci
| - Jim Anderson - Al Arbour - Bob Bailey - Cummy Burton - Don Cherry - Gordon Haidy | - Glenn Hall - Jim Hay - Larry Hillman - Vic Howe - Earl Johnson - Tom McGrattan | - Doug McKay - Marcel Pronovost - Max Quackenbush - Dutch Reibel - Dennis Riggin | - Terry Sawchuk - Glen Skov - Ed Stankiewicz - Johnny Wilson - Larry Wilson |

## Izidi
| Sezona  | Tekem | Zmag | Porazov | Remijev | TOČ | %     | GF  | GA  | Uvrstitev |
| 1946/47 | 36    | 10   | 24      | 2       | 22  | 0.306 | 75  | 125 | 7. v OHA  |
| 1947/48 | 36    | 29   | 6       | 1       | 59  | 0.819 | 231 | 124 | 1. v OHA  |
| 1948/49 | 48    | 34   | 13      | 1       | 69  | 0.719 | 272 | 184 | 1. v OHA  |
| 1949/50 | 48    | 34   | 13      | 1       | 69  | 0.719 | 307 | 169 | 2. v OHA  |
| 1950/51 | 54    | 32   | 18      | 4       | 68  | 0.630 | 209 | 167 | 4. v OHA  |
| 1951/52 | 54    | 9    | 42      | 3       | 21  | 0.194 | 172 | 355 | 9. v OHA  |
| 1952/53 | 56    | 16   | 35      | 5       | 37  | 0.330 | 127 | 186 | 8. v OHA  |